# Saint-Saviol
Saint-Saviol korábbi község Franciaország Új-Aquitania régiójában, Vienne megyében. 2024. január 1-jén Saint-Macoux korábbi községgel egyesült és az így létrejött Val-de-Comporté új község része lett.
Lakosainak száma 535 fő (2020. január 1.). Saint-Saviol Saint-Gaudent, Limalonges, Linazay, Saint-Macoux és Saint-Pierre-d’Exideuil községekkel határos.

## Népesség
A település népessége az elmúlt években az alábbi módon változott:
| Lakosok száma | 515  | 527  | 537  | 532  | 533  | 534  | 535  |
|               | 2013 | 2015 | 2016 | 2017 | 2018 | 2019 | 2020 |